# Ira Dubey
Pour les articles homonymes, voir Dubey.
Ira Dubey, née en août 1984 à Mumbai, est une actrice du cinéma indien, de théâtre et de la télévision.

## Filmographie
- Marigold (en) (2007)
- The President Is Coming (en) (2009) : Archana Kapoor
- Aisha (2010) : Pinky Bose
- Turning 30 (en) (2011) : Yamini Punjwani
- M Cream (2012) : Jay
- Dilliwali Zaalim Girlfriend (en) (2015) : Nimmy
- Aisa Yeh Jahaan (en) (2015) : Ananya Saikia
- Dear Zindagi (2016) : Fatima/Fatty
- Shehjar (2017) : Mariyam

### Série web
- 2019 : Parchhayee, sur la plateforme ZEE5 : Rima/Rosie[1]